# ماكسي (مشروب غازي)
ماكسي؛ (بالإنجليزية: Maxi)، هو مشروب غازي. البلد المنشأ هي مصر ولبنان.
صنع بأيدي مصرية، على أراضي مصرية ١٠٠%

## الأطعمة
- كولا
- شعير أناناس
- ليمون
- ليمون ونعناع
- تفاح
- رمان
- برتقال
- كولا دايت

منذ ١٠ سنين.